# Evarcha bihastata
Evarcha bihastata är en spindelart som beskrevs av Wesolowska, Russel-Smith 2000. Evarcha bihastata ingår i släktet Evarcha och familjen hoppspindlar. Inga underarter finns listade i Catalogue of Life.